# Agriognatha lepida
Agriognatha lepida är en spindelart som först beskrevs av O. Pickard-Cambridge 1889.  Agriognatha lepida ingår i släktet Agriognatha och familjen käkspindlar.
Artens utbredningsområde är Panama. Inga underarter finns listade i Catalogue of Life.